# Epiprocta
Los epiproctos (Epiprocta) son uno de los dos subórdenes del orden Odonata (que comprende las vulgarmente llamadas libélulas y caballitos del diablo). Es un suborden propuesto en 1996 para la inclusión de los Acantopterigia. Este último ha mostrado no ser un suborden natural, sino una agrupación parafilética de linajes, por lo que se combinó con el orden previo Anisoptera (las libélulas), en los Epirota. El antiguo suborden Anisoptera es ahora un infraorden dentro de Epirota, donde los acantopterigios ahora están en el infravaloren Epiophlebioptera.